# Communauté de communes des Pays de Loué
Die Communauté de communes des Pays de Loué ist ein ehemaliger französischer Gemeindeverband (Communauté de communes) im Département Sarthe und der Region Pays de la Loire. Er wurde am 19. Dezember 1994 gegründet.
2014 fusionierte der Gemeindeverband mit der Communauté de communes de Vègre et Champagne und bildete die Communauté de communes Loué-Brûlon-Noyen.

## Ehemalige Mitgliedsgemeinden
1. Amné-en-Champagne
2. Auvers-sous-Montfaucon
3. Brains-sur-Gée
4. Chassillé
5. Chemiré-en-Charnie
6. Coulans-sur-Gée
7. Crannes-en-Champagne
8. Épineu-le-Chevreuil
9. Joué-en-Charnie
10. Longnes
11. Loué
12. Mareil-en-Champagne
13. Saint-Denis-d’Orques
14. Tassillé
15. Vallon-sur-Gée